# Rocío Tovar
Rocío Tovar (San Isidro, Lima, 1 de diciembre de 1965) es una directora de teatro peruana. Ha dirigido más de 20 obras, entre las más importantes están Perú Ja Ja, Muérete Cupido y ¿Donde está el Idiota? producidas por Raquel en Llamas, productora de entretenimiento de cual formó parte desde el año 2003. 
Ha dirigido, escrito y participado en diversas producciones de ficción audiovisual, cine, televisión y publicidad. 

## Biografía
Egresada de la Universidad de Lima – Licenciada en Ciencias de la Comunicación, estudió teatro en el bachillerato de la Facultad de Artes Escénicas y trabajó como pedagoga e investigadora hasta culminar su Maestría en Artes, en la Escuela de Comunicación y Artes de la Universidade de São Paulo en Brasil.

## Perú Ja Ja
Esta obra musical cómica se enfoca en la historia del Perú en la perspectiva de tres artistas: Christian Ysla, Carlos Carlín y Pablo Saldarriaga . Se inició en 2004, adoptando elementos de claun y de circo. y contó la participación de La Roja. En 2006 se lanzó su segunda parte con el subtítulo Los peruanos contraatacan. Desde el 2013 está a cargo de Los Productores.

## Obras dirigidas
| Año         | Título                                      | Presentado en                                                       |
| ----------- | ------------------------------------------- | ------------------------------------------------------------------- |
| 2017 - 2018 | Los Perros. / Reservoir Dogs. Q, Tarantino. | Teatro U. de Lima, Teatro Mario Vargas Llosa                        |
| 2015-2019   | "¡Oh por Dios!"                             | Teatro Ensamble / Teatro Ricardo Palma / Teatro Mario Vargas Llosa. |
| 2013        | "El Perú Ja Ja - La historia del Perú"      | Teatro La Plaza                                                     |
| 2013        | "Akaloradas"                                | Centro de Convenciones Barranco                                     |
| 2011        | "TuLIMA"                                    | Teatro Peruano Japonés                                              |
| 2011        | "La tía de Carlos"                          | Teatro Peruano Japonés                                              |
| 2011        | "Mi primera vez"                            | Satchmo Show Bar                                                    |
| 2009        | "Boeing Boeing"                             | Teatro Peruano Japonés                                              |
| 2009        | "¿Dónde está el idiota?"                    | Teatro Peruano Japonés                                              |
| 2008        | "Noche de tontos"                           | Teatro La Plaza                                                     |
| 2008        | "FEISBUK"                                   | Teatro Peruano Japonés                                              |
| 2008        | "MEZCLA"                                    | Teatro Peruano Japonés                                              |
| 2008        | "2x1"                                       | Teatro Peruano Japonés                                              |
| 2007        | "Sueño de una noche de verano"              | Teatro Británico                                                    |
| 2007        | "CHASKA - Una Historia Andina               | Teatro Garcilaso del Cusco                                          |
| 2007        | "Con CH de chistosos"                       | Teatro Peruano Japonés                                              |
| 2007        | "Puro Cuento"                               | Teatro Peruano Japonés                                              |
| 2007        | "El Perú Ja Ja "                            | Teatro La Plaza                                                     |
| 2006        | "Muérete Cupido"                            | Teatro Peruano Japonés                                              |
| 2006        | "El Perú Ja Ja II"                          | Teatro La Plaza                                                     |
| 2005        | "Chancho Amor"                              |                                                                     |
| 2005        | "El código Carlinchi"                       | -                                                                   |
| 2004        | "El Perú Ja Ja I"                           | Teatro La Plaza                                                     |
| 2002        | "Shakes William Shakes"                     | -                                                                   |
| 1999        | "Amor: El sexo sentido"                     | -                                                                   |
| 1999        | "Las Criadas"                               | -                                                                   |
| 1996        | "Andaluz"                                   | -                                                                   |
| 1994        | "QUARTETO"                                  | -                                                                   |
| 1993        | "BABEL"                                     | -                                                                   |

## Filmografía
| Año       | Título                                      | Cargo                            |
| --------- | ------------------------------------------- | -------------------------------- |
| 2005      | “Tijeret” Largometraje Infantil             | Guionista.                       |
| 2005      | “Borderline”                                | Dirección de Arte y Casting      |
| 2000-2001 | “Bala Perdida”                              | Jefe de Producción               |
| 1991-1992 | "Doveri Quella Noite" Película y Miniserie. | Asistenta de Dirección y Casting |
| 1990      | "Crack Down". Largometraje.                 | Producción y Casting.            |